# Алта-фьорд
Алта-фьорд (норв. Altafjorden) — фьорд в окрестностях города Алта провинции (фюльке) Финнмарк в Норвегии, относится к акватории Норвежского моря. В текстах на русском языке встречаются также названия Альта-фьорд и Альтен-фьорд.
Длина фьорда составляет около 38 километров, в нём находится устье реки Алтаэльв.

## История

### Доисторическая эпоха
В 1972 году на скалах вокруг фьорда были обнаружены наскальные рисунки, получившие название петроглифы Алты. Всего обнаружено около трёх тысяч различных рисунков, расположенных большей частью в основании фьорда на участке протяжённостью примерно 15 километров. Это место превращено в музей под открытым небом и в 1985 году включено в список всемирного наследия ЮНЕСКО, став единственным в Норвегии памятником доисторического периода, занесённым в этот список.

### Вторая мировая война
Во время Второй мировой войны в боковой ветви Алта-фьорда — Ко-фьорде находилась военно-морская база немецких Кригсмарине. В ней в 1942—1944 году базировался линкор «Тирпиц». Сейчас здесь расположен «Музей линкора Тирпиц» (норв. Tirpitz Museum Alta).